# 顧品珍
顧 品珍（こ ひんちん）は清末民初の軍人。滇軍（雲南軍、雲南派）の有力指揮官。一時は唐継尭を駆逐して、雲南省の統治権を手中にした。字は筱斎。

## 事跡

### 護国戦争での活躍
1904年（光緒30年）、日本へ軍事留学する。東京振武学校を経て、陸軍士官学校第6期騎兵科で学んだ。1908年（光緒34年）、卒業した。帰国後は雲南陸軍講武堂の兵学教官に就任した。顧品珍は、革命派の思想に傾倒し、中国同盟会にも加入している。
1911年（宣統3年）10月30日、蔡鍔・唐継尭ら新軍軍人を中心とする雲南の革命派が蜂起し、雲南軍政府を樹立した。顧品珍もこれに参加し、参謀部第3部長に任命された。まもなく、謝汝翼率いる第1梯団に属し、四川省の革命派支援のために遠征した。1913年（民国2年）秋、雲南陸軍第2師師長代理に、翌年3月、第1師師長に就任した。
1915年（民国4年）12月25日、蔡鍔・唐継尭らが護国軍を組織して護国戦争（第三革命）を開始する。顧品珍は蔡率いる護国軍第1軍第3梯団団長として四川省に出征した。このとき、顧は蔡を良く補佐し、勇敢な戦いぶりで軍功をあげた。1916年（民国5年）6月6日の袁世凱死後、護国軍の改組に伴い、顧品珍は駐川滇軍第6師師長に異動する。同年12月、陸軍中将に昇進した。

### 唐継尭への兵変
1917年（民国6年）4月28日、顧品珍は北京政府から陸軍第14師師長に任命された。しかし同年に唐継尭が護法運動に呼応して靖国軍を組織すると、8月に靖国軍第1軍軍長に任命された。その後、顧は靖国軍第2軍軍長の趙又新とともに、川軍（四川軍）の劉存厚らと戦った。しかし1920年（民国9年）9月、顧は成都で川軍に撃破され、趙も瀘州で戦死した。
雲南へ撤退した顧品珍は、1921年（民国10年）2月、唐継尭に対して兵変を起こし、昆明を占領して唐を駆逐した。これにより顧は滇軍総司令に推挙され、雲南の統治者となった。顧の政治的立場は、唐と異なり孫文への支持を強めるものであった。同年12月には孫文の北伐を支持して、翌民国11年（1922年）1月、雲南討賊軍総司令に任命されている。
しかし、同年2月から唐継尭が雲南奪還の軍事行動を開始する。顧品珍もこれを迎撃したが、3月20日、宜良で唐に味方する匪賊に急襲され、戦死した。享年40。1923年（民国12年）、孫文は顧に陸軍上将の位を追贈した。

## 注
1. ↑  李希泌「顧品珍」は、銃による自決としている。